# Офиотаур
Офиотаур или Офиотаурус (грч. бик–змија) у грчкој митологији било је створење које је било полубик–полузмија. Спомиње га једино Овидије у својој поеми Фасти (3793), гдје каже да ко год жртвује изнутрице створења, добиће моћ да побиједи богове. Савезник Титана је убио Офиотаура током Титаномахије, али је орао кога је послао Зевс уграбио изнутрице прије него што су жртвоване.
Офиотаур је вјероватно постављен на небо као комбинација сазвјежђа Бик и Кето, поред Лире и Олтара.

## У романима
Офиотаур се појављује у трећем дијелу серијала „Перси Џексон и богови Олимпа“, Титановој клетви. Перси Џексон је у почетку мислио да је Офиотаур женка, и звао га „Белка“. Офиотаур је сматрао Персија својим заштитником. Касније су га одвели на Олимп, гдје је био под заштитом Посејдона, Персијевог оца. Офиотаур је био створење које је Артемида покушала да убије прије него што га се Титани докопају. Поново се појављује у „бици за лавиринт“ и „Посљедњем богу Олимпа“.